# National Gallery (Londres)
National Gallery ("Galeria Nacional", em inglês) é um museu de arte em Trafalgar Square, em Westminster, no centro de Londres, Reino Unido. Fundada em 1824, abriga uma coleção de mais de 2 300 pinturas que datam de meados do século XIII a 1900. A Galeria é uma instituição de caridade isenta e um organismo público do Departamento de Cultura, Mídia e Esportes. Sua coleção pertence ao público do Reino Unido e a entrada para a coleção principal é gratuita. Está entre os  museus de arte mais visitados no mundo, depois do Museu do Louvre, o Museu Britânico e do Museu Metropolitano de Arte.
Ao contrário de museus comparáveis na Europa continental, a Galeria Nacional não foi formada por nacionalizar uma coleção de arte real ou principesca existente. Ela surgiu quando o governo britânico comprou 38 pinturas dos herdeiros de John Julius Angerstein, um corretor de seguros e patrono das artes, em 1824. Depois desta compra inicial, a Galeria foi moldada principalmente por seus primeiros diretores, nomeadamente Sir Charles Lock Eastlake e por doações privadas, que compõem dois terços da coleção. A coleção resultante é pequena em tamanho, em comparação com muitas galerias nacionais europeias, mas enciclopédica no escopo; a maioria dos grandes desenvolvimentos na pintura ocidental "de Giotto a Cézanne" são representados com obras importantes. Ela costumava ser considerada como uma das poucas galerias nacionais que tinham todas as suas obras em exposição permanente, mas isso não é mais o caso.
O atual edifício, o terceiro para abrigar a Galeria Nacional, foi projetado por William Wilkins de 1832 a 1838. Apenas a fachada na Trafalgar Square permanece essencialmente inalterada desde então, visto que o edifício foi ampliado aos poucos ao longo de sua história. O prédio de Wilkins foi muitas vezes criticado pelas fraquezas percebidas de seu design e pela sua falta de espaço; este último problema levou à criação da Galeria Tate para a arte britânica em 1897. A Asa Sainsburya, uma extensão para o oeste por Robert Venturi e Denise Scott Brown, é um exemplo notável da arquitetura pós-moderna na Grã-Bretanha. O atual diretor da National Gallery é Gabriele Finaldi.

## História do museu

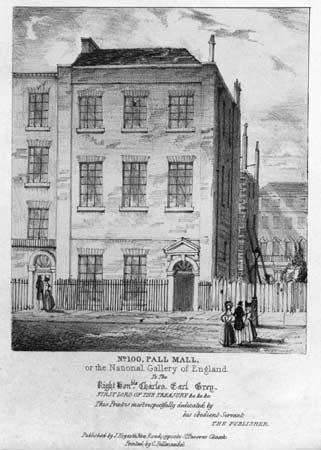
Antiga morada da colecção da National Gallery of London, em Pall Mall.

### Fundação
Em Abril de 1824 a House of Commons estabeleceu um acordo para a compra de uma mansão e de toda a colecção de arte do famoso e ilustre banqueiro John Julius Angerstein, por 57 000 libras.[carece de fontes?]
As 38 pinturas constituintes do acervo, vistas como o núcleo central da nova colecção nacional para a educação e entretenimento comum, antes da construção de um novo edifício que as albergasse, juntamente com centenas de outras pinturas já pertencentes ao Estado permaneceram expostas ao público na mansão também adquirida, em Pall Mall.[carece de fontes?]

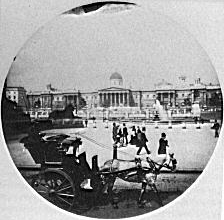
Fotografia à fachada principal de 1890.

### Nova morada
As árduas críticas à conservação inadequada da colecção levaram à decisão de construir um edifício propositadamente erguido para albergar uma grande colecção, que viria a aumentar posteriormente, e os seus muitos visitantes. Assim, foi um local escolhido, sendo este em plena Trafalgar Square. Foram feitas várias vias de acesso e os acessos de comboio ao local foram facilitados. Os moradores ricos da zona oeste da cidade tinham oportunidade de visitar o local indo de comboio e, com a construção de passeios públicos largos, a ecléctica sociedade da parte sul e este de Londres poderia percorrer o trajecto a pé, comodamente.[carece de fontes?]
Inicialmente, o museu era visitado pela elite inglesa, mas assim que as notícias da construção de um edifício monumental para albergar uma colecção riquíssima soaram pela Europa e pelos Estados Unidos, a alta sociedade internacional ali caiu em peso. Prontamente o Estado fez questão de alargar o número de visitantes e permitiu a entrada a todas as classes sociais e assim era frequente encontrar uma duquesa ao lado de uma vendedora de flores. O governo britânico e os curadores do museu mantiveram essa perspectiva cultural e muitos jovens de classes sociais menos abastadas são formados em Artes pela instituição.[carece de fontes?]

### Segunda Guerra Mundial
Durante a Segunda Guerra Mundial, devido ao perigo iminente de bombardeamentos na cidade de Londres, numa quarta-feira, 23 de Agosto de 1939, a Galeria Nacional fechou as suas portas ao público, de forma a evacuar todas as pinturas para um local seguro e secreto.[carece de fontes?]
As principais obras foram retidas em Gales enquanto alguns quadros menores foram abrigados na Gloucestershire. Outros, muito poucos, foram deixados em casas particulares ou edifícios públicos fora da cidade, evidentemente. Toda esta operação foi concluída com sucesso em somente onze dias, tendo a última remessa de obras saído de Trafalgar Square no dia 2 de Setembro do mesmo ano.[carece de fontes?]
Com a iminência da guerra a conquista da França em Maio de 1940, todo o Reino Unido estava a ser bombardeado e as pinturas ficaram outra vez em perigo. Os curadores do museu negociaram o transporte para o Canadá, ideia que Churchill vetou, visto que não queria que nenhuma das pinturas saísse do continente europeu.[carece de fontes?]
A Galeria Nacional foi afectada pela primeira vez em 12 de Outubro, o que destruiu uma das  salas, mas os danos foram pouco significativos. A segunda bomba afectou a biblioteca e arrasou um dos pátios, porém, ao contrário da primeira, não causou vítimas mortais nem feridos. Ao final da Segunda Grande Guerra, nenhuma pintura fora afectada.[carece de fontes?]

## O edifício

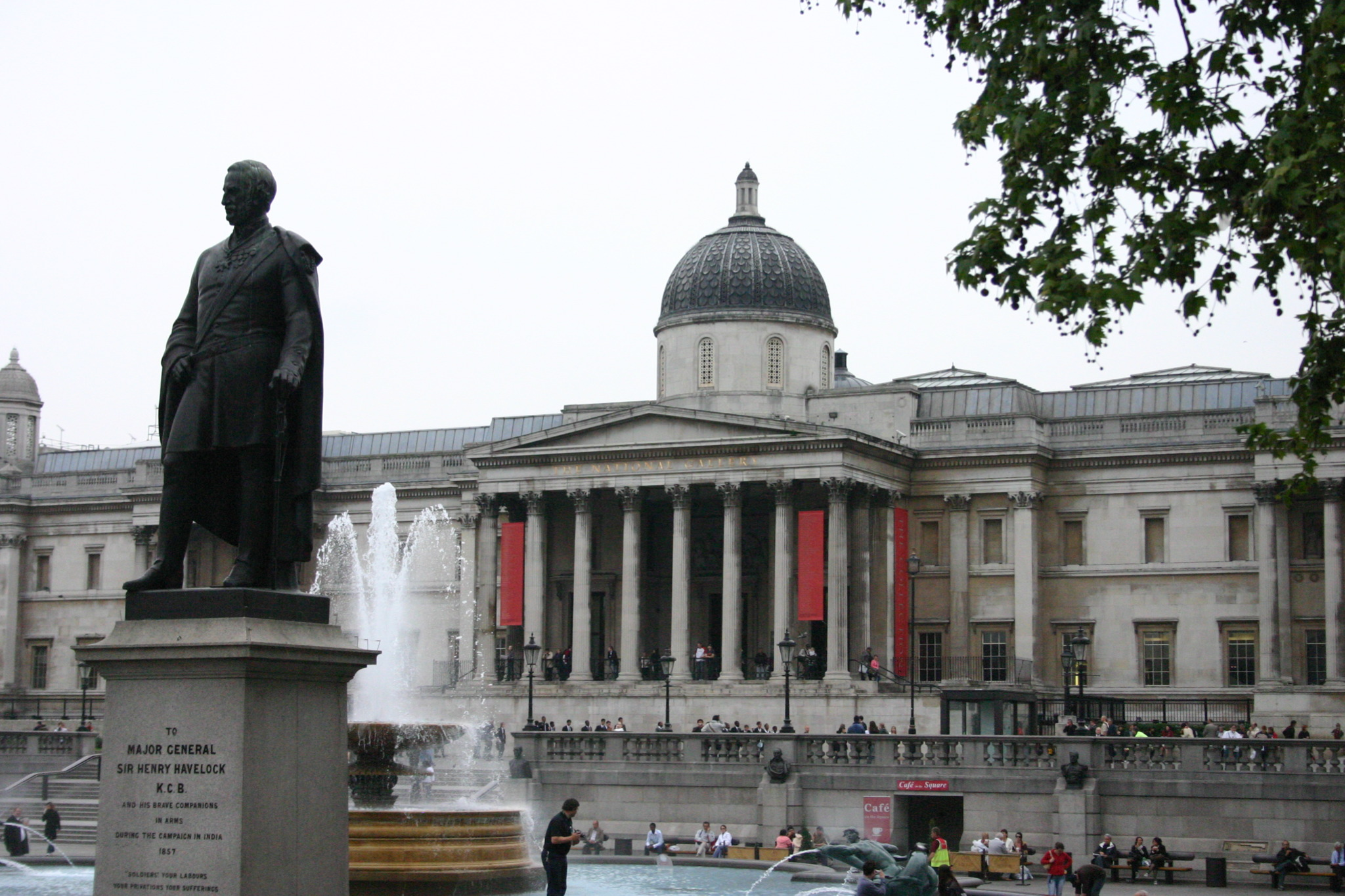
Fachada principal da National Gallery com a estátua de Sir Henri Hevelock em primeiro plano.

O edifício que atualmente alberga o museu, na Trafalgar Square, foi construído sobre os escombros de uma mansão de nome Carlton House. Os arquitectos da Galeria Nacional, com pena de derrubar os gigantescos e impressionantes colunas e pórticos italianos da mansão londrina, decidiram conservá-los e hoje formam as entradas principais do museu. Este facto favoreceu os planos dos arquitectos, visto que estes tencionavam construir um edifício neoclássico, cuja monumentalidade fosse notável e incontestável.[carece de fontes?]
Em 1868 a construção do museu foi iniciada, glorificando as elegantes colunas com uma enorme cúpula, de grandes dimensões. Em 1876 e em 1907 o edifício foi aumentado, e, neste último ano, foram acrescentadas ao edifício cinco novas galerias. No seu interior, o edifício conserva ainda o típico estilo inglês dos finais do século XIX, confinando-se a uma elegância rude e por vezes austera. Nalgumas salas, inclusive, as paredes ainda estão cobertas de damasco e os tectos conservam os ricos lustres de cristal.[carece de fontes?]

## Acervo

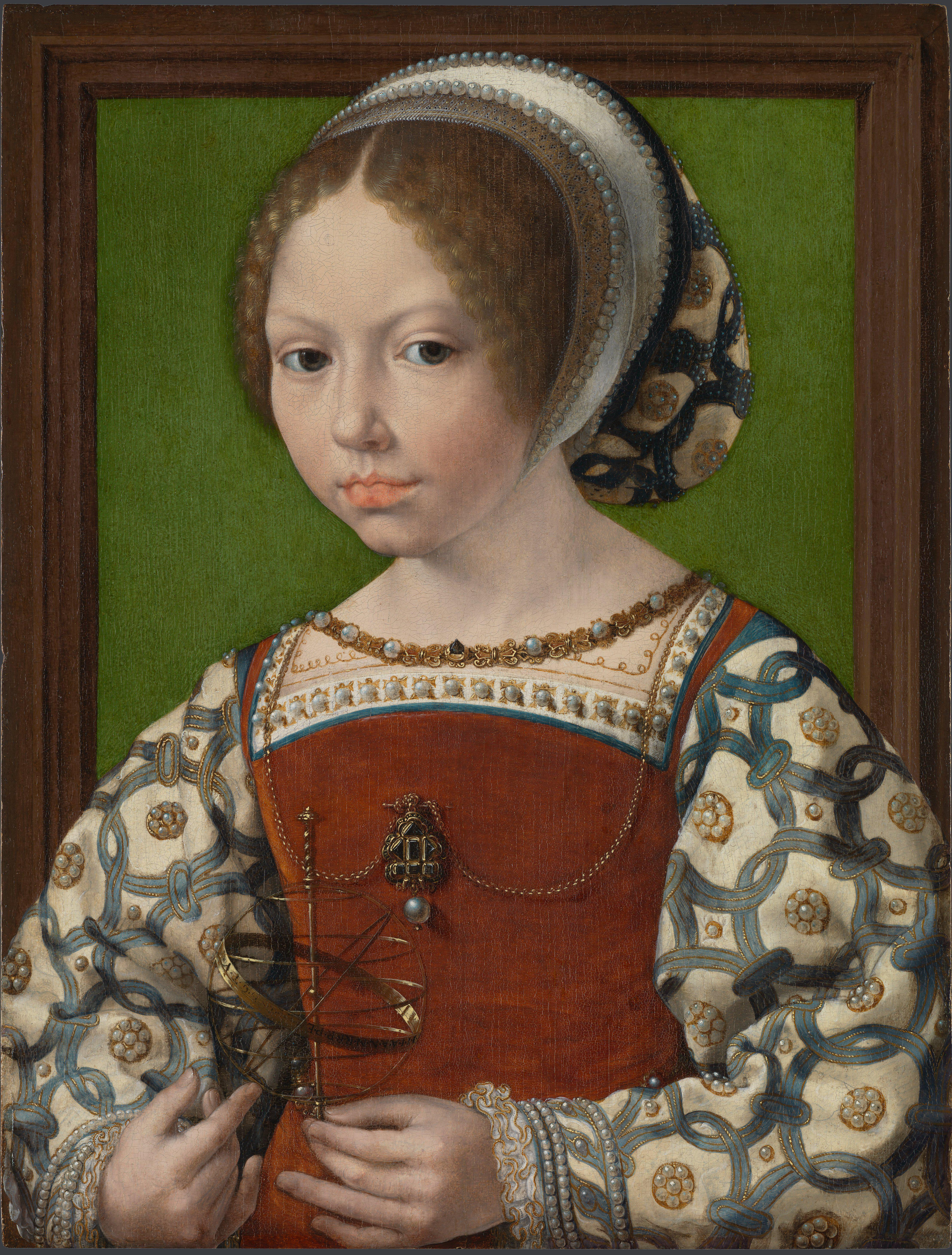
Retrato de uma jovem, Jan Mabuse, cerca de 1520.

Os Embaixadores, Hans Holbein, o Jovem, 1533.

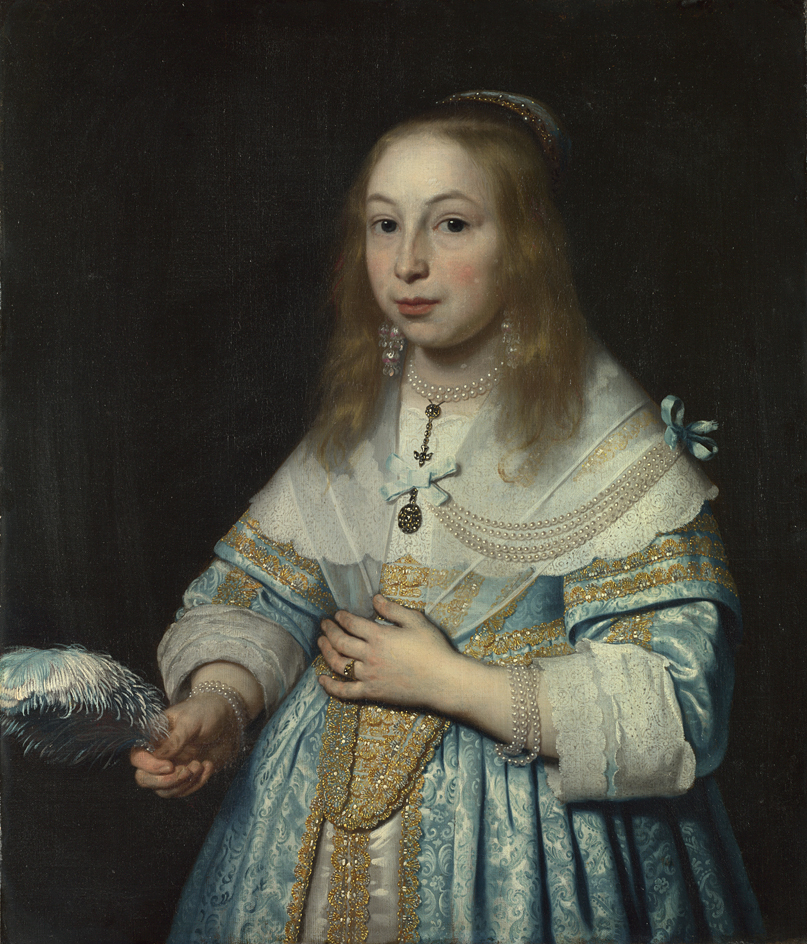
Retrato de jovem rapariga vestida de azul com uma pena de avestruz, Bartholomeus van der Helst, 1645.

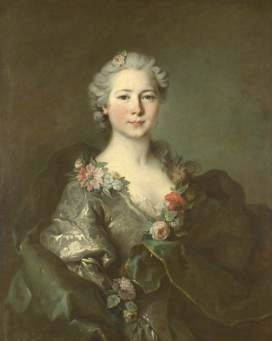
Retrato de Mademoiselle de Coislin, Louis Tocqué.

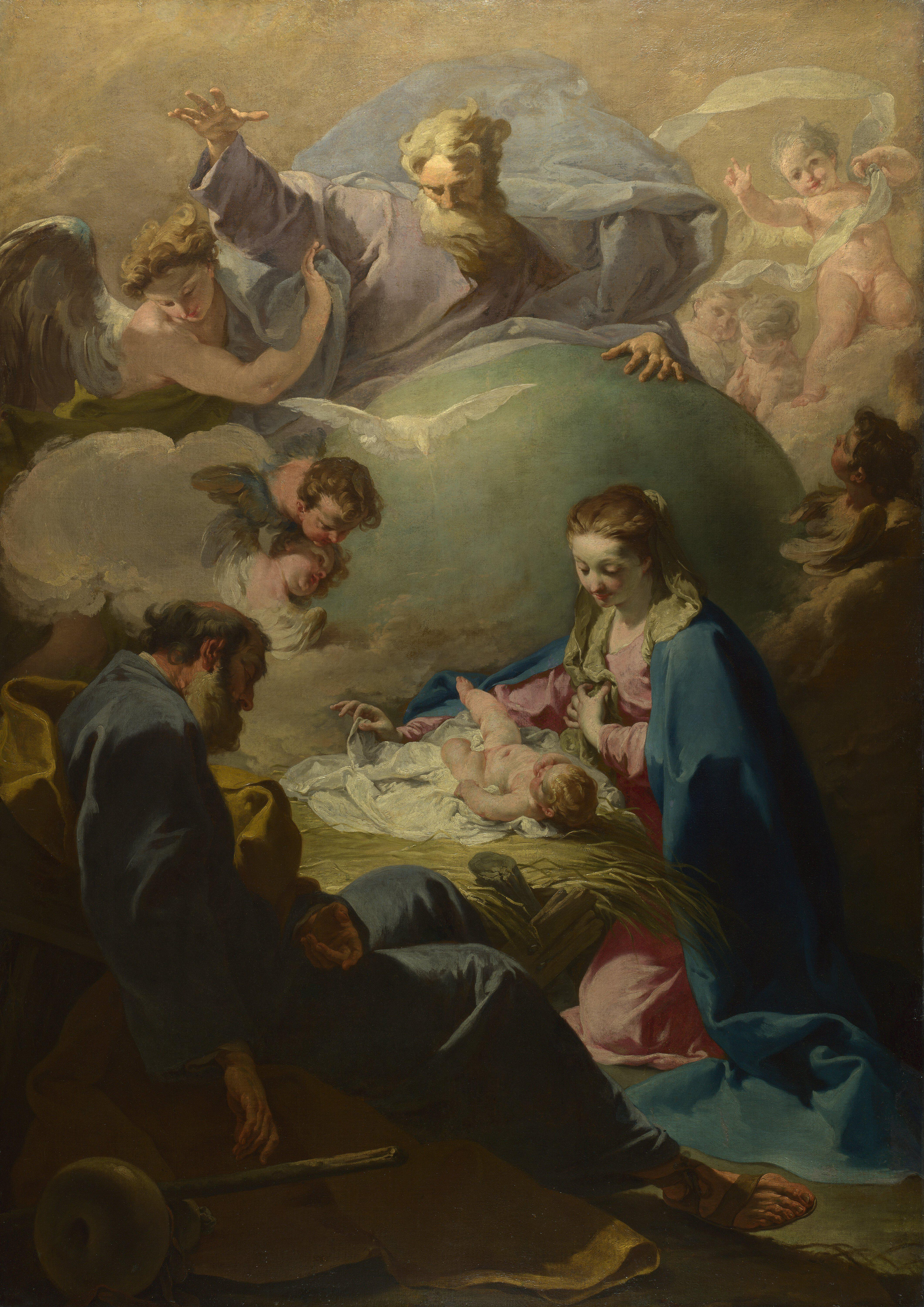
A Natividade com Deus Pai e o Espírito Santo, Giambattisa Pittoni, 1740.

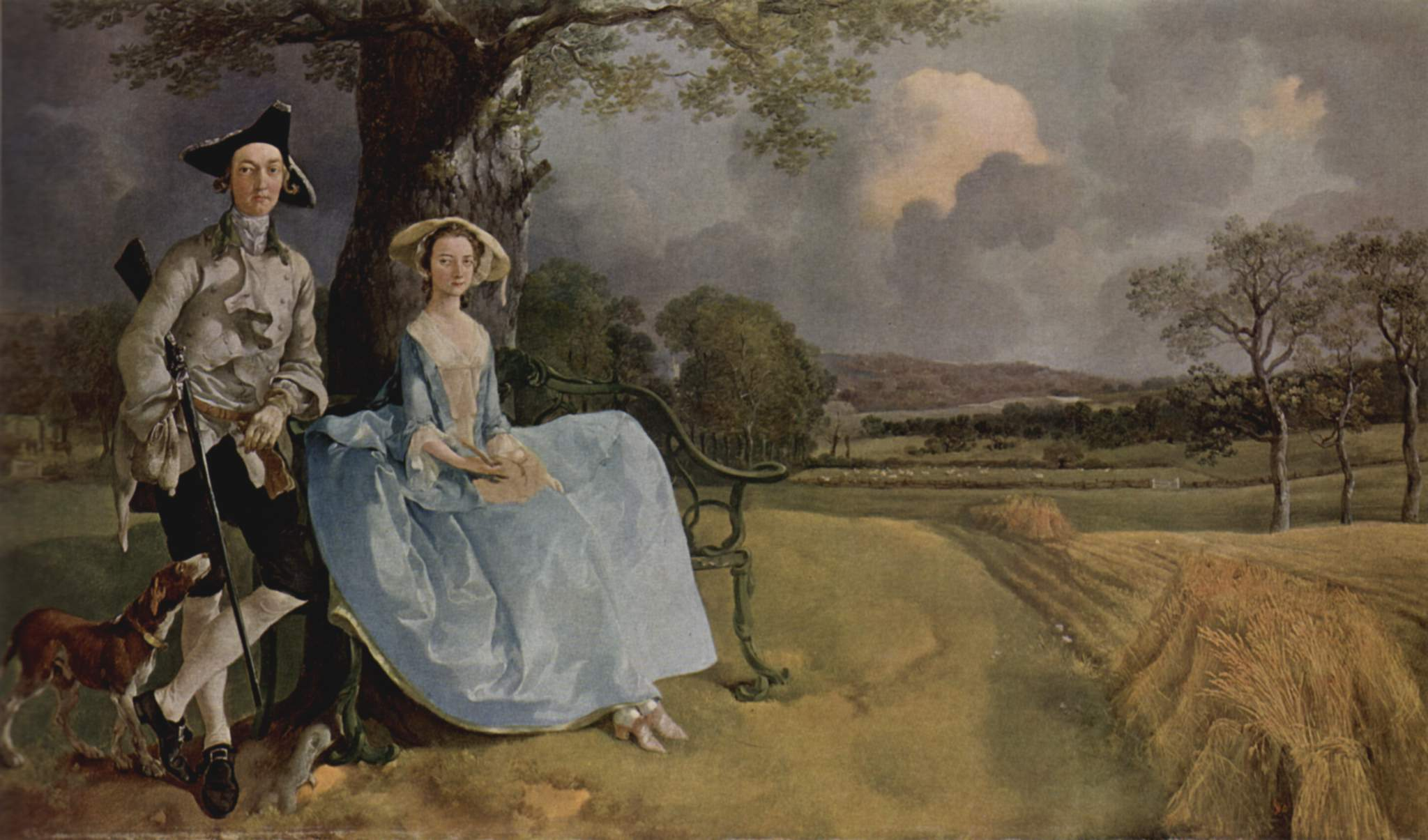
Mister and Mistress Andrews, Thomas Gainsborough, cerca de 1750.

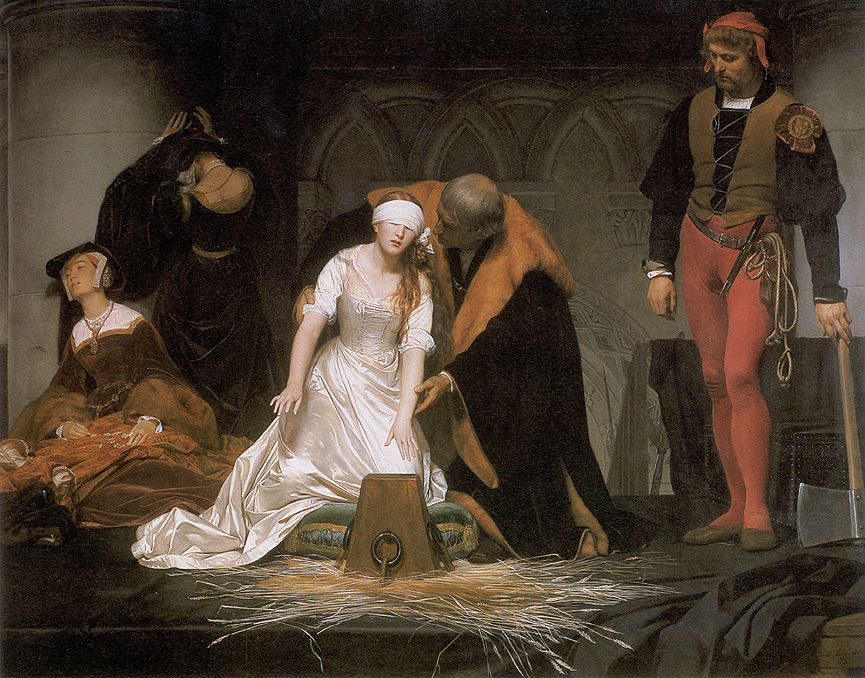
A execução de Jane Grey, Paul Delaroche, 1833.

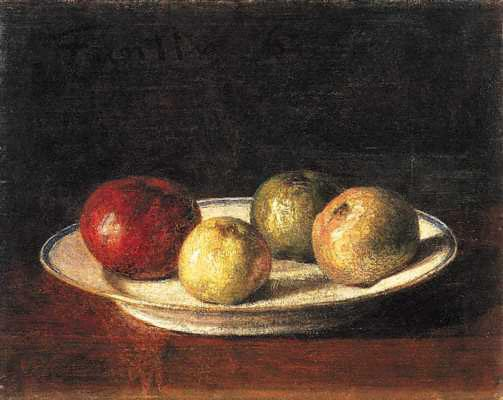
Um Prato de maçãs, Henri Fantin-Latour, 1861.

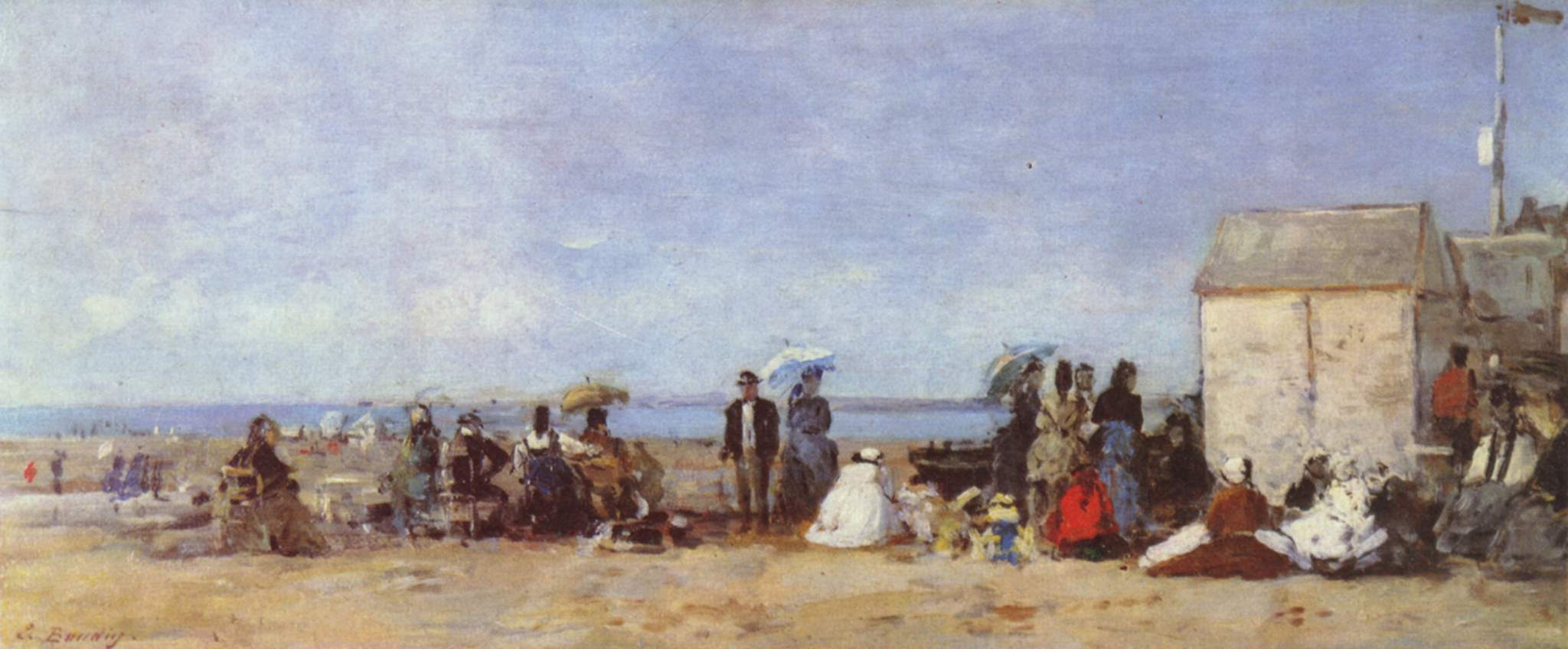
Cena de praia em Trouville, Eugène Boudin, 1960-1870.

A coleção atual do museu inclui centenas de desenhos, gravuras e pinturas, muitos deles de extrema importância, como é o caso de O Casal Arnolfini, de Jan van Eyck e da A Virgem das Rochas, de Leonardo da Vinci. A maior parte do acervo provém de aquisições estatais ou de doações relevantes. Grande parte provém da Europa Ocidental, existindo apenas alguns trabalhos oriundos do Leste europeu.[carece de fontes?]
Século XV
- - Cristo Glorificado na Corte Divina, Fra Angelico, 1423-1424
  - A bênção dominicana, Fra Angelico, 1423-1424
  - Os seguidores de Cristo, com Santos e Mártires ou Procissão a Cristo, Fra Angelico, 1423-1424
  - Virgem Maria com os Apóstolos e outros Santos e representantes da Ordem Franciscana, Fra Angelico, 1423-1424
  - O Cardeal Bessarion e mais dois membros da Escola da Caridade, orando em frente do Relicário de Bessarion, Gentille Bellini, 1423-1424
  - Virgem e Criança com santos e anjos músicos, cerca de 1425-1432
  - A visão do hábito dominicano, Fra Angelico, 1430-1440
  - Uma mulher, Robert Campin, 1435
  - Retrato de um homem, Jan van Eyck, 1435
  - O Casal Arnolfini, Jan van Eyck, 1439
  - A Anunciação e os sete Santos, Fra Filippo Lippi, 1450-1453
  - A Virgem e o Menino, Dirck Bouts, 1465
  - Cristo dando a Bênção, Antonello da Messina, 1465
  - São Miguel triunfando sobre o demónio, Bartolomé Bermejo, 1468
  - Retrato de um homem, Antonello da Messina, 1475
  - São Jerónimo no seu estúdio, Antonello da Messina, 1475
  - Adoração dos Reis Magos, Sandro Botticelli, 1470-1475
  - São Francisco de Assiz com os Anjos, Sandro Botticelli, 1475-1480
  - Marte e Vénus, Sandro Botticelli, cerca de 1483
  - Cristo com coroa de Espinho, Hieronymus Bosch, 1490-1500
  - A Virgem dos Rochedos, Leonardo da Vinci, 1491-1508
  - São Jerónimo, Albrecht Dürer, 1495
  - O pai do artista, Albrecht Dürer, 1497
  - A Virgem com o Menino e Santa Ana e São João Baptista, Leonardo da Vinci, 1499-1500
  - Os três milagres de São Zenóbio, Sandro Botticelli, 1500

Século XVI
- - Madonna com criança, Albrecht Dürer, 1500-1510
  - São Jerónimo numa Paisagem, Gerard David, 1501
  - Maria Madalena de vermelho numa paisagem idílica, orando perante o anjo, Adriaen Ysenbrandt, 1510
  - A Virgem adorando o Menino com José de vermelho, numa paisagem idílica, Fra Bartolomeo, antes de 1511
  - A Trindade e a Mística Pietá, Baldung Grien, 1512
  - Retrato de um homem, Baldung Grien, 1514
  - A Virgem e o Menino, Jan Mabuse, 1615-1620
  - Paisagem com ponte pedestre, Albrecht Altdorfer, cerca de 1518-1520
  - Cristo dando a bênção à sua Mãe, Albrecht Altdorfer, provavelmente 1520
  - Retrato de uma jovem, Jan Mabuse, cerca de 1520
  - Adão e Eva, Jan Mabuse, cerca de 1520
  - Retrato do Erasmo de Roterdão, Hans Holbein, o Jovem, 1523
  - Damião de Goes, Jan Mabuse, 1530-1532
  - Retrato de Jean de Dinteville e Georges de Selve e Os embaixadores, Hans Holbein, o Jovem, 1533
  - Retrato de Cristiana da Dinamarca, Hans Holbein, o Jovem, 1538
  - Retrato de um homem, Martin von Heemskerk, cerca de 1540
  - Retrato de uma mulher, Martin von Heemskerk, cerca de 1540
  - A Virgem e o São João Evangelista, Martin von Heemskerk, cerca de 1540
  - O Bom Samaritano, Bassano, 1550-1570
  - Retrato de uma jovem senhora, Paris Bordone, cerca de 1450
  - A Purificação no Templo, Bassano, 1580
  - A surpresa dos Deuses, Hans von Aachen, década de 90
  - São Jerónimo como Cardeal, El Greco, 1590-1600
  - Marsyas e Olympus, Annibale Carraci, 1597-1600

Século XVII
- - As três Marias, Aniballe Carraci, cerca de 1604
  - Descanso na Fuga para o Egipto, Francesco Albani, 1609-1610
  - Diana e Callisto, Paul Bril, década de 20
  - Homem com um crânio ou Vanitas, Frans Hals, 1626-1628
  - Festa à mesa, Dirk Hals, 1626
  - Retrato do Cardeal Richelieu, Philippe de Champaigne, 1633-1640
  - O sonho de São José, Philippe de Champaigne, cerca de 1636
  - Retrato de uma jovem mulher, Gerrit Dou, provavelmente 1640. Esta pintura é uma das melhores de Gerrit Dou, executada com pormenores meticulosos, elegantemente espalhados pela tela; obra-prima inquestionável do seiscento.
  - Triplo-retrato do Cardeal Richelieu, Philippe de Champaigne, provavelmente 1642
  - Retrato de jovem rapariga vestida de azul com uma pena de avestruz, Bartholomeus van der Helst, 1645
  - Retrato de família numa paisagem, Frans Hals, 1647-1650
  - A caverna da Eternidade, Luca Giordano, cerca de 1680
  - O jovem astrónomo, Olivier van Deuren, cerca de 1685
  - O Martírio de São Januário, Luca Giordano, 1690
  - Uma homenagem a Veláquez, Luca Giordano, entre 1692 e 1700
  - Santo António de Pádua, Luca Giordano, cerca de 1700
  - Vénus olhando-se ao Espelho, Diego Velázquez

Século XVIII
- - Veneza: Vista sobre o Palácio Doge, Canaletto, década de 30
  - A urna de água, Jean-Baptiste-Siméon Chardin, 1733
  - A jovem professora, Jean-Baptiste-Siméon Chardin, 1735-1736
  - Vista sobre o Grande Canal com San Simeone Piccollo, Canaletto, 1738
  - A Natividade com Deus Pai e o Espírito Santo, Giambattisa Pittoni, 1740
  - Veneza: Entrada do Grande Canal, com vista para a Igreja de Santa Croce, Bernardo Bellotto, 1740
  - A Regatta no Grande Canal, Canaletto, 1740
  - The Sacrifice of Polyxena, Giambattista Pittoni, 1740
  - Retrato de Mademoiselle de Coislin, Louis Tocqué, 1750-1759
  - Mister and Mistress Andrews, Thomas Gainsborough, cerca de 1750
  - Retrato do embaixador veneziano Andrea Tron, Nazario Nazari, cerca de 1750
  - Psyché mostrando às irmãs os presentes do cupído, Jean-Honoré Fragonard, 1753
  - Londres: Interior da Rotunda em Ranelagh, Canaletto, 1754
  - Paisagem com moinho, François Boucher, 1755
  - Veneza: Palazzo Grimani, Canaletto, 1756-1768
  - Retrato do Conde de Vaudreuil, François-Hubert Drouais, 1758
  - Retrato das filhas do artista com um gato, Thomas Gainsborough, cerca de 1760-1761
  - Retrato de Madame Pompadour, François-Hubert Drouais, 1763-1764
  - Retrato de um homem, Jean-Baptiste Greuze, 1763
  - Retrato do Dr. Ralph Schomberg, Thomas Gainsborough, cerca de 1770
  - O passeio matinal, Thomas Gainsborough, 1785
  - Retrato da Rainha Carlota de Inglaterra, Thomas awrence, 1789
  - Um piquenique, Francisco Goya, 1785-1790
  - Flores num vaso, Paulus Theodorus van Brussel, 1892
  - Retrato de Jacobus Blauw, Jacques-Louis David, 1795
  - Don Andrés del Peral, Francisco Goya, 1798

Século XIX
- - Doña Isabel de Porcel vestida de maja, Francisco Goya, 1805
  - Paisagem invernal, Caspar David Friedrich, provavelmente 1811
  - Retrato do Duque de Wellington, Francisco Goya, 1812-1814
  - Rua com uma cabana, Jan Cornelis Haccou, 1819
  - Abel Widmer, Eugène Delacroix, cerca de 1824
  - Convento capuchinho em Amalfi, Carl Blechen, cerca de 1829
  - A execução de Jane Grey, Paul Delaroche, 1833
  - Retrato do Duque d' Orléans, Jean-Auguste Dominique Ingres, ano sucessor a 1842
  - Suazana no banho ou O banho de Suzana, Francesco Hayez, 1850
  - Cristo na cruz, Eugène Delacroix, 1853
  - O Lago de Thun, Alexandre Calame, 1854
  - O treino dos cavalos, no mercado de cavalos de Paris, Rosa Bonheur, 1855
  - Dom Quixote e Sancho Pança, Honoré Daumier, cerca de 1855
  - Retrato de Mademe de Miotessier, Jean-Auguste-Dominique Ingres, 1856
  - Auto-retrato, Henri Fantin-Latour, 1860
  - Cena de praia em Trouville, Eugène Boudin, 1960-1870
  - Um Prato de maçãs, Henri Fantin-Latour, 1861
  - Festa nas Tulharias, Edouard Manet, 1862
  - O Julgamento de Páris, Henri Fantin-Latour, cerca de 1863
  - Retrato da Princesa Paulina de Metternich, Edgar Degas, 1865
  - Tarde nas Tulleries, Adolph Menzel, 1867
  - O toureiro acenando, Marià Fortuny i Marsal, provavelmente 1869
  - Cena de Praia, Edgar Degas, 1869-1870
  - Eva Gonzalès, Edouard Manet, 1870
  - No Café Châteaudun, Edgar Degas, 1869-1871
  - Cabeça de Mulher, Edgar Degas, 1874
  - Mr. e Mrs. Edwin Edwards, Henri Fantin-Latour, 1875
  - Carlo Pellegrini, Edgar Degas, cerca de 1876-1877
  - Miss La La actuando no Cirque Fernando, Edgar Degas, 1879
  - Retrato de uma Senhora, Raimundo de Madrazo e Garreta, 1885-1895
  - Dançarinas russas, Edgar Degas, 1889
  - Homem no seu banho, Gustave Caillebotte, 1884
  - Lavadeiras num riacho, Eugène Boudin, 1885-1890
  - O porto de Deauville, Eugène Boudin, 1888-1890
  - A praia em Tourgéville-les-Sablons, Eugène Boudin, 1893
  - Piquenique no jardim, Pierre Bonnard, cerca de 1891
  - Les Grandes Baigneuses, Paul Cézanne, 1894-1905
  - Velha com rosário nas mãos, Paul Cézanne, 1895-1896
  - Penteando o cabelo (La Coiffure), Edgar Degas, cerca de 1896
  - Vaso de Flores, Paul Gauguin, 1896
  - Faa Iheihe, Paul Gauguin, 1898
  - O Guitarrista, Paul Gauguin, cerca de 1900

Século XX
- - Retrato de Hermine Gallia, Gustav Klimt, 1904
  - Retrato de Greta Moll, Henri Matisse, 1908

## Incidentes
Em 6 de novembro de 2023, dois ativistas do organização não governamental Just Stop Oil entraram no museu e martelaram o quadro "The Toilet of Venus (‘The Rokeby Venus’)" de Velázquez, quebrando a película de vidro que protege a obra. Duas pessoas foram presas.